# Propileos del este
Los Propileos del este (en griego: Ανατολικό Πρόπυλο) era un antigua puerta monumental (propileos) situada en el extremo oriental del Ágora romana de Atenas (Grecia). Se construyó hacia 19-11 a. C.
Las columnas de la puerta del edificio eran de estilo jónico y estaba construido con mármol gris azulado del monte Himeto. La puerta era la entrada oriental al ágora y estaba conectada con una escalera que conducía a la Torre de los Vientos y al edificio Vespasiana. Más tarde, cuando se construyó un edificio llamado Agoranomeón en el lado este del ágora, la puerta conducía a la entrada en su extremo oeste. Se conservan los cimientos y la escalinata de la puerta, así como partes de las columnas.
En el extremo occidental del Ágora había otra puerta, la Puerta de Atenea Arquegetis o Propileos del oeste, que ha sobrevivido en mejores condiciones.